# Рајко Игић
Рајко Игић (Деспот Свети Иван, данас Деспотово, 9. новембар 1937) , академик, професор фармакологије у пензији. Инострани члан Академије наука и умјетности Републике Српске изабран 21. децембра 2012. године.

## Биографија
Рођен је 9. новембра 1937. године у Деспотову, гимназију завршио у Сомбору, а Медицински факултет у Београду. У Општој болници у Сомбору је обавио лекарски стаж. Био је шеф Здравствене станице у Куцури, али је убрзо напустио лекарску праксу и посветио се истраживањима периферног и централног нервног система на Медицинском факултету у Сарајеву. У Сарајеву је одбранио магистарски рад (1965) и докторску дисертацију (1970).
Постдокторски истраживачки стаж, од 1972. од 1974, провео је на Универзитету у Оклахоми.
На Медицинском факултету у Тузли крајем седамдесетих година био је један од оснивача Завода за фармакологију и токсикологију и један од покретача постдипломских студија. За студенте медицине објавио је књиге Основи фармакографије (1978) и Лабораторијски практикум из фармакологије, токсикологије и клиничке фармакологије (1981). За студенте на постдипломским студијама објавио је, 1980. године, књигу Како се пишу саопштења о медицинским истраживањима.
Био је директор Завода за међународну научнтехничку и културнопросветну сарадњу БиХ.
Деведесетих година напустио је Тузлу, боравио неко време у Сомбору, а потом се запослио на Медицинском факултету у Новом Саду, где је и пензионисан. Потом је у Чикагу радио као научни саветник (Senior Scientist) у највећој државној болници Америке. Тренутно живи у Сомбору и Чикагу, а повремено борави у Бањој Луци, где ради као волонтер у Заводу за фармакологију.

## Радови
Објавио је више од стотину научних и стручних радова у домаћим и међународни часописима. Аутор је неколико поглавља у научним публикацијама на српском и енглеском језику. Главна истраживања о вазоактивним пептидима, кардиоваскуларном систему и централном нервном систему цитирана су му, према Science Citation Index-у, преко 700 пута.
Држао је семинаре у Југославији, Немачкој, Америци, Француској, Судану и Мађарској. Учествовао је на конгресима и симпозијумима широм света. Покренуо је и водио највећу превентивну акцију студената медицине у Европи: Дан без цигарете ‒ 31. јануар.
Био је главни уредник часописа и билтена „Acta Medica Saliniana”, „Билтен Завода за фармакологију”, „Scripta Medica” и рецензент у разним биомедицинским часописима. Са др Ранком Шкрбићем објавио је књигу Како се пuшy и публикују саопштења о биомедицинским истраживањима (2012).
Осим стручних радова повремено је објављивао, на српском језику у „Књижевним новинама”, а на енглеском језику у америчким часописима.

## Чланство
Члан je више стручних и научних удружења, укључујући и Друштво америчких физиолога од 1994. године.

## Награде
Добитник је републичке награде БиХ за науку „Веселин Маслеша” (1980). У Загребу је 1990. године проглашен за „Yu-хуманисту”. Крајем 2023. године добио је награду Венац слободе Радомир Дракулић коју заједнички додељују Удружење грађана Раванградско пролеће и Културни центар Лаза Костић из Сомбора.